# Кипроп, Уилсон
Уилсон Кипроп — кенийский легкоатлет, который специализируется в беге на длинные дистанции. Двукратный чемпион мира по полумарафону 2010 года. Занял 6-е место на Берлинском полумарафоне 2009 года, показав время 1:00.34. В 2010 году выиграл чемпионат Африки в беге на 10 000 метров. Победитель Парижского полумарафона 2010 года с результатом 1:01.26. На олимпийских играх 2012 года не смог закончить дистанцию 10 000 метров.
3 марта 2013 года стал победителем Римского полумарафона с личным рекордом — 59.15.

## Сезон 2014 года
14 февраля занял 3-е место на Рас-эль-Хаймском полумарафоне с результатом 59.45. 29 марта занял 6-е место на чемпионате мира по полумарафону с результатом 1:00.00.